# Colònia Vilardell
La Colònia Vilardell és un conjunt de cases del municipi de Moià (Moianès) inclosa en l'Inventari del Patrimoni Arquitectònic de Catalunya.

## Descripció
Conjunt de sis cases enjardinades, disposades a banda i banda del passatge Vilardell. Totes les cases són diferents, però mantenen uns trets comuns. A la casa d'estiueig s'hi accedeix mitjançant una zona enjardinada; tenen dos pisos i predominen les obertures.
Cal destacar elements eclèctics que imiten l'estil romànic, com la casa Francesc Vilardell que té uns arcs que imiten un claustre o la casa Bon repòs que té una església amb un claustre. També cal remarcar de la casa J. Esteva el ràfec amb cabirons de fusta alternant amb esgrafiats, similars als de la casa J. Vidal.

## Història
La família Vilardell, oriünda de Moià, fabricants de robes amb seu a Barcelona, van edificar en un terreny de la família sis cases pels seus fills que van ésser anomenades la Colònia Vilardell. Aquest conjunt de sis torres d'una sola família, organitzades a l'entorn d'un passatge sense sortida, són un exemple força freqüent d'estiueig a principis de segle. L'interès del conjunt ve donat pel concepte d'estiueig, en un clos familiar, amb una única entrada.